# L'aereo più pazzo del mondo 3
L'aereo più pazzo del mondo 3 (Stewardess School, letteralmente Scuola di hostess) è un film del 1986, diretto da Ken Blancato.
Malgrado il titolo con cui è stata distribuita in Italia e il tema della parodia di disastri aerei, la pellicola non è correlata né con L'aereo più pazzo del mondo del 1980, né con il suo seguito.